# Ноулз, Малколм
Малколм Шепард Ноулз (англ. Malcolm Shepherd Knowles; 24 августа 1913 — 27 ноября 1997) — американский педагог, занимался проблемами обучения взрослых. Разработал принципы андрагогики (термин, который ввёл в своих работах немецкий педагог Александр Капп). Ноулзу приписывают фундаментальное влияние на развитие гуманистической теории обучения, и в использовании построенных учениками планов в процессе обучения.

## Биография
Малколм Ноулз родился 24 августа 1913 года в Ливингстоне, штат Монтана, в семье доктора и миссис Ноулз. В юности он был страстным бойскаутом. Семья переехала в Уэст-Палм-Бич, штат Флорида, в 1930 году он окончил среднюю школу. Выиграв стипендию на обучение в Гарварде, он получил диплом Бакалавра Искусств в 1934 году. Сразу после обучения он начал работать в Национальной Администрации по Делам Молодежи в Массачусетсе и женился на Хулде Форнелл, которую встретил во время учебы в Гарварде. В 1940 году он занял должность директора по образованию взрослых в Бостонской Юношеской Христианской Ассоциации, пока не был призван в военно-морской флот Соединенных Штатов в 1943 году. В 1946 году он переехал в Чикаго для работы в качестве директора по образованию взрослых в местном отделении Ассоциации, параллельно работая над магистерской диссертацией в Чикагском университете, которую он защитил в 1949 году. С 1951 по 1959 год Ноулз занимал пост исполнительного директора Ассоциации образования взрослых США и готовился к защите степени доктора философии в Чикагском университете. В 1959 году он принял пост доцента в Бостонском университете и преподавал там в течение следующих 14 лет. Он стал членом факультета образования в Университете штата Северная Каролина в 1974 году, чтобы завершить свои последние четыре года академической работы до выхода на пенсию. Вплоть до 1990-х годов он преподавал в Высшем университете Филдинга, (Санта-Барбара, штат Калифорния) который предлагает дипломы в области клинической психологии и смежных дисциплин, и в Университете Арканзаса. Он умер в Фейетвилле, штат Арканзас, от сердечного приступа в 1997 году.

## Особенности обучения взрослых
Ноулз разработал 6 утверждений об особенностях обучения взрослых (в рамках теории андрагогики), которые отличаются от предположений о детях (педагогика).
Потребность знатьЧеловеку важно знать причину и цели обучения, как оно будет происходить, какая для него польза в этом обучении, с какими рисками он может столкнуться.
СамооценкаПо мере того, как человек созревает, его/её представление о самом себе (самооценка) движется от ощущения себя через восприятие других людей к независимому восприятию.
Опыт обученияПо мере того, как человек созревает, он/она накапливает растущий запас опыта, который становится все большим ресурсом для обучения.
Готовность к обучениюПо мере того как человек созревает, его/её готовность учиться все больше ориентируется на задачи развития его/её социальных ролей.
Ориентация на обучениеПо мере того, как человек созревает, его/её временная перспектива изменяется от одного отсроченного применения знания к постоянному непосредственному применению. В результате его ориентация на обучение переходит от субъектно-ориентированной к проблемно-ориентированной.
Мотивация к обучениюПоскольку человек созревает, мотивация учиться становится внутренней.

## 7 принципов андрагогики[6][7]
1. Взрослые должны хотеть обучаться
2. Взрослые обучаются, когда чувствуют в этом потребность
3. Взрослые обучаются на практике
4. Обучение взрослых ориентировано на проблемы
5. Опыт (включая ошибки) обеспечивает основу для учебной деятельности.
6. Взрослые лучше обучаются в неформальной обстановке
7. Во время обучения взрослые хотят быть партнерами, а не ведомыми.

## Избранная библиография
За время своей карьеры Ноулз написал более 230 статей и 18 книг, некоторые из них включены в этот список:
- Knowles, Malcolm S. (1950). Informal adult education: a guide for administrators, leaders, and teachers. New York: Association Press.
- Knowles, M. S., & Knowles, H. F. (1955). How to develop better leaders. New York: Association Press.
- Knowles, M. S., & Knowles, H. F. (1959). Introduction to group dynamics. Chicago: Association Press. Revised edition 1972 *published by New York: Cambridge Books.
- Knowles, M. S. (1968). Andragogy, not pedagogy. Adult Leadership, 16(10), 350—352, 386.
- Knowles, M. S. (1973). The adult learner: A neglected species. Houston: Gulf Publishing Company. Revised Edition 1990.
- Knowles, M. S. (1975). Self-directed learning: A guide for learners and teachers. Englewood Cliffs: Prentice Hall/Cambridge.
- Knowles, M. S. (1977). The adult education movement in the United States. Malabar, FL: Krieger.
- Knowles, M. S. (1980). The modern practice of adult education: From pedagogy to andragogy. Englewood Cliffs: Prentice Hall/Cambridge.
- Knowles, M. S., et al. (1984). Andragogy in action: Applying modern principles of adult education. San Francisco: Jossey-Bass.
- Knowles, M. S. (1986). Using learning contracts. San Francisco: Jossey-Bass.
- Knowles, M. S. (1989). The making of an adult educator: An autobiographical journey. San Francisco: Jossey-Bass.
- Knowles, Malcolm; Holton, E. F., III; Swanson, R. A. (2005). The adult learner: The definitive classic in adult education and human resource development (6th ed.). Burlington, MA: Elsevier.